# Liu He (politiker)
Liu He är en kinesisk kommunistisk politiker på ledande nivå. Han var ledamot i politbyrån i Kinas kommunistiska parti 2017-2022 och var Folkrepubliken Kinas fjärde vice premiärminister 2018-2023.